# 密鰓鰣
密鰓鰣為輻鰭魚綱鲱形目鲱科的其中一種，被IUCN列為次級保育類動物，分布於亞洲湄公河流域，體長可達30公分，棲息在淡水溪流、湖泊，為迴游性魚類，主要以浮游生物為食，可做為食用魚。

## 擴展閱讀
維基物種上的相關：密鰓鰣